# Stanotte/L'uomo del destino
Stanotte/L'uomo del destino è un singolo della cantante italiana Nada pubblicato nel 1986 dalla casa discografica EMI

## Descrizione
Entrambi i brani fanno parte del 33giri Baci rossi.
Con il brano Stanotte la cantante ha partecipato al Festivalbar 1986.

## Tracce
1. Stanotte (Di Gerry Manzoli e Mauro Lusini)
2. L'uomo del destino (Di Gerry Manzoli)